# Porcellio atticus
Porcellio atticus är en kräftdjursart som beskrevs av Karl Wilhelm Verhoeff1907. Porcellio atticus ingår i släktet Porcellio och familjen Porcellionidae. Inga underarter finns listade i Catalogue of Life.